# Rüdiger Berlit

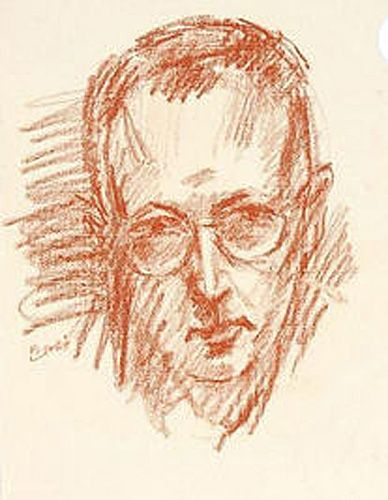
Selbstbildnis (1935)

Rüdiger Berlit (* 27. Mai 1883 in Leipzig; † 27. August
1939 ebenda) war ein deutscher expressionistischer Maler, Aquarellist und Graphiker. Er gilt als Hauptvertreter der Expressionismus in Leipzig.

## Leben
Rüdiger Berlit war der zweite Sohn des Germanistikprofessors und späteren Direktors des Nikolaigymnasiums Georg Berlit. Mit etwa 15 Jahren erkrankte er an Gelenkrheumatismus, in dessen Folge eine Herzschwäche ihn zu einer gewissen Zurückhaltung zwang.
Nach dem Abitur studierte er an der Königlichen Akademie für graphische Künste und Buchgewerbe in Leipzig. 1909 ging er für etwa ein Semester an die Münchner Akademie zu Heinrich Knirr (1862–1944) und Johann Brockhoff (1871–1942) und weilte auch für kurze Zeit in der Künstlerkolonie Dachau.
1911 heiratete er in der evangelisch reformierten Kirche am Tröndlinring die gleichaltrige Helene Mehlhorn, die Tochter des Pfarrers an dieser Kirche Paul Mehlhorn (1851–1919). Das Paar bezog eine Wohnung mit Atelier im Dachgeschoss des Märchenhauses am späteren Nikischplatz. Nachbar war hier über 25 Jahre der Maler Eduard Einschlag (1878–1945), mit dem Berlit befreundet war.
1910 nahm Berlit mit vier Arbeiten an der ersten Jahresausstellung der Leipziger Secession teil, die sich gegen den insbesondere von Max Klinger (1857–1920) und seinen Anhängern vertretenen Jugendstil richtete. Nach der Ausstellung 1911 war das Wirken der Leipziger Secession beendet, denn 1912 bildete sich unter dem Vorsitz Klingers der Verein Leipziger Jahresausstellung (LIA), der bis 1927 die Leipziger Jahresausstellungen organisierte. Auch hier stellte Berlit aus. Sein Sujet waren neben Porträts, Stillleben und religiösen Themen Landschaften, in denen seine tiefe Liebe zur Natur zum Ausdruck kam. Bereits 1911 erhielt er zusammen mit dem Impressionisten Theodor Hagen (1842–1919) aus Weimar im Museum der bildenden Künste Leipzig eine Einzelausstellung.

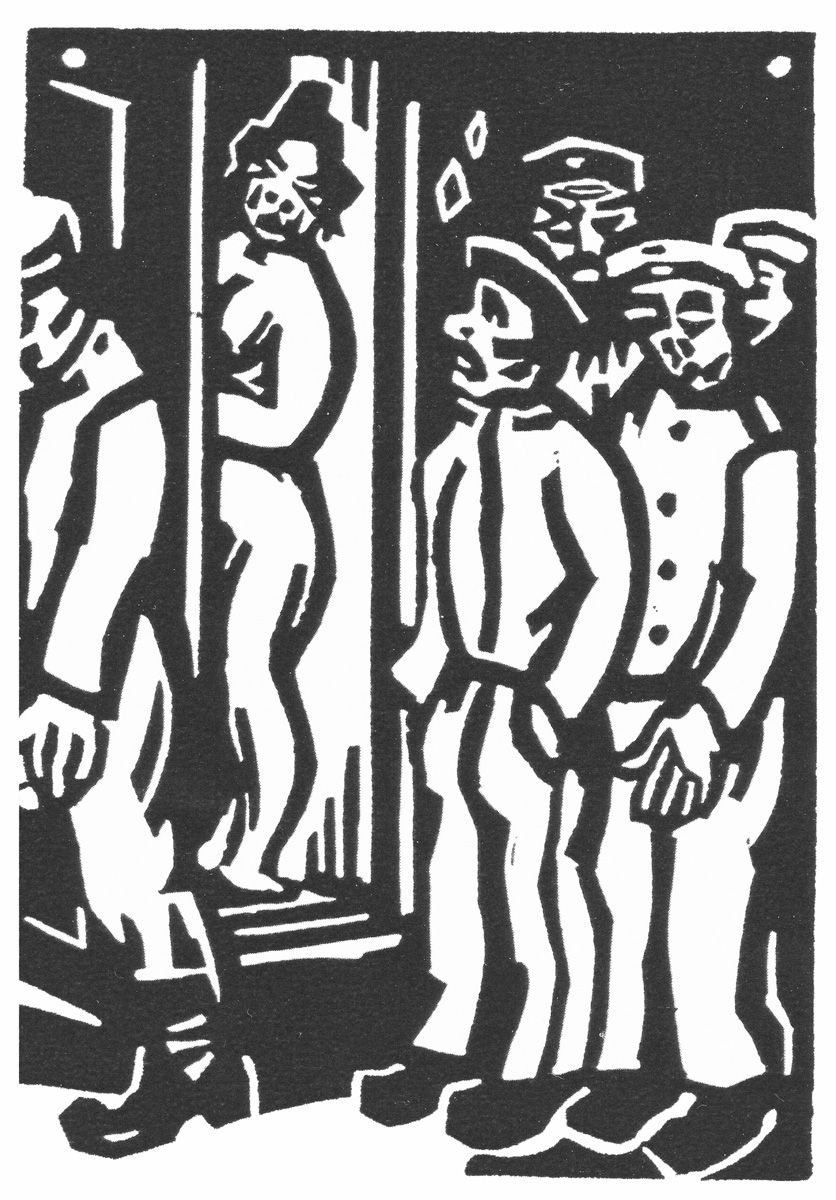
Der aus Es lebe der Krieg entfernte Holzschnitt

Um 1915 vollzog sich Berlits Übergang zum Expressionismus und zu sozialem Engagement. Während des Ersten Weltkrieges war er mit sozialistischen Ideen in Berührung gekommen. Von 1919 bis 1928 steuerte er Abbildungen zur linksorientierten, von Franz Pfemfert (1879–1954) gegründeten Zeitschrift Die Aktion bei. 1919 war ihm ein Sonderheft mit neun Holzschnitten gewidmet.
Zu Bruno Vogels Antikriegsbuch Es lebe der Krieg (1924) steuerte Berlit fünf Holzschnitte bei. Autor, Verleger und Illustrator wurden wegen Verbreitung unzüchtiger Schriften und Gotteslästerung angeklagt und zu Freiheits- bzw. Geldstrafen verurteilt, in zweiter Instanz jedoch freigesprochen. Allerdings mussten zwei Episoden und ein Holzschnitt aus dem Buch entfernt werden. Berlit zog sich darauf, schwer getroffen, für Jahre aus dem Ausstellungswesen zurück.
Rüdiger Berlit war Mitglied im Deutschen Künstlerbund. Sein Name findet sich in der Liste der ausstellenden Künstler der letzten DKB-Jahresausstellung 1936 im Hamburger Kunstverein, die von der Reichskunstkammer nach zehn Tagen zwangsgeschlossen wurde.
1937 wurden in der Aktion „Entartete Kunst“ elf Werke Berlits aus öffentlichen Sammlungen beschlagnahmt und vernichtet.
Nach Berlits Tod behielt seine Witwe die Wohnung in der Thomasiusstraße 28, bis das Haus bei der Bombardierung Leipzigs am 4. Dezember 1943 ausbrannte, wobei ein Teil seines Werkes Opfer der Flammen wurde.

## Zeitgenössische Rezeption
Max Schwimmer 1920: „Rüdiger Berlit, einsamer Asket, unbeirrbar geht sein steiniger Weg durch Farbwildnisse, Chaos und Abstraktion. Sein ganzes Werk ist von unerbittlichem Ernst, tiefer Wahrheitsliebe durchglüht. Berlit ist niemals oberflächlich, nie banal.“

## Werke (Auswahl)

### 1937 als „entartet“ aus öffentlichen Sammlungen beschlagnahmte und vernichtete Werke
- Die Findung Moses (Öl auf Leinwand, 103 × 130 cm, um 1918; Museum der bildenden Künste Leipzig)
- Flusslandschaft (Öl auf Leinwand, 66 × 70 cm; Museum der bildenden Künste Leipzig)
- Gärtnerei (Öl auf Leinwand, 70 × 85 cm; Museum der bildenden Künste Leipzig)[7]
- Landschaft mit Haus (Aquarell; Museum der bildenden Künste Leipzig)
- Frauenkopf (Aquarell; Kunstsammlungen der Stadt Düsseldorf)
- Hirte mit Kühen an einem Teich (Aquarell; Museum der bildenden Künste Leipzig)
- Winterlandschaft (Aquarell; Museum der bildenden Künste Leipzig)
- Frauenkopf (Holzschnitt, 9,7 × 7,9 cm, 1919; Museum für Kunst und Heimatgeschichte Erfurt)[8]
- Trauer (Holzschnitt, 23,8 × 14,6 cm, 1919; Museum der bildenden Künste Leipzig)[9]
- Frauenbildnis (Kohle-Zeichnung; Kunstsammlungen der Stadt Düsseldorf)
- Abendhimmel (Zeichnung; Landesmuseum Münster)

### Weitere Werke (Auswahl)
- Alpine Winterlandschaft bei Sonnenaufgang, Öl auf Sperrholz
- Bauernhaus mit Wäscheleine, Federzeichnung, 1925
- Betende am Wegkreuz, Aquarell, um 1918
- Bewaldete Landschaft, Aquarell
- Die drei Frauen
- Dunkle Höhen, Zimmermannsbleistift auf Velinpapier,
- Einzug Christi in Jerusalem Palmsonntag, Öl auf Leinwand, 1920
- Es lebe der Krieg, Linolschnitt, 1924
- Exlibris Sagel, Radierung, 1906
- Grablegung, Öl auf Leinwand, 1918
- Hügelige Landschaft mit Häusern, Aquarell,
- Helene Berlit im Profil, Farbkreide, um 1916,
- Junge Frau bei der Toilette, Aquarell
- Landschaft mit Kühen, Gouache
- Mann mit Kind, Kaltnadelradierung, 1930er Jahre
- Männer in einer Kneipe, Öl auf Leinwand
- Mütter, Linolschnitt, 1925
- Rote Kirche, Gouache, 1920,
- Selbstbildnis, Rötelzeichnung, 1935
- Tischgesellschaft, Öl auf Leinwand
- Waldweg, Öl auf Leinwand
- Weiblicher Akt, Holzschnitt, 1918

## Bildbeispiele

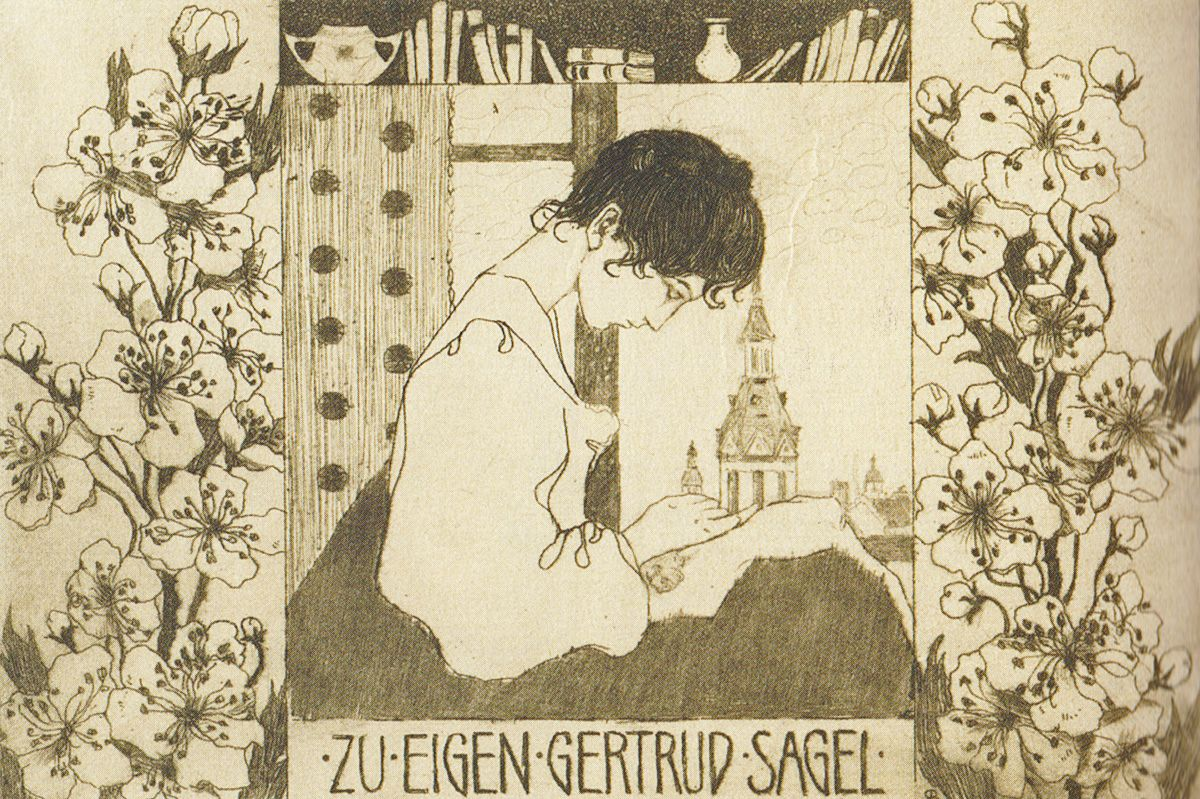
Exlibris Gertrud Sagel Radierung
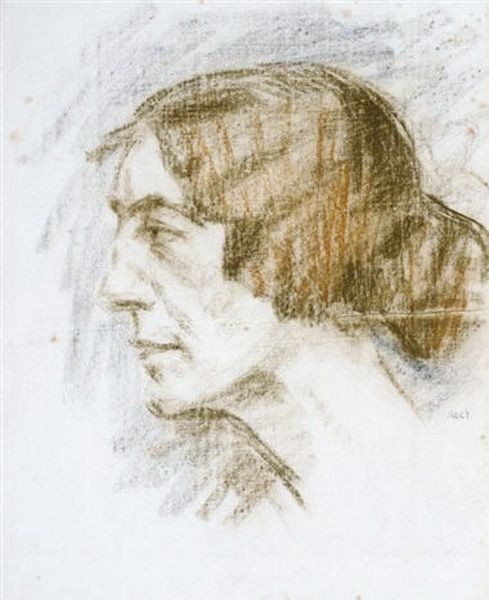
Helene Berlit Farbkreide
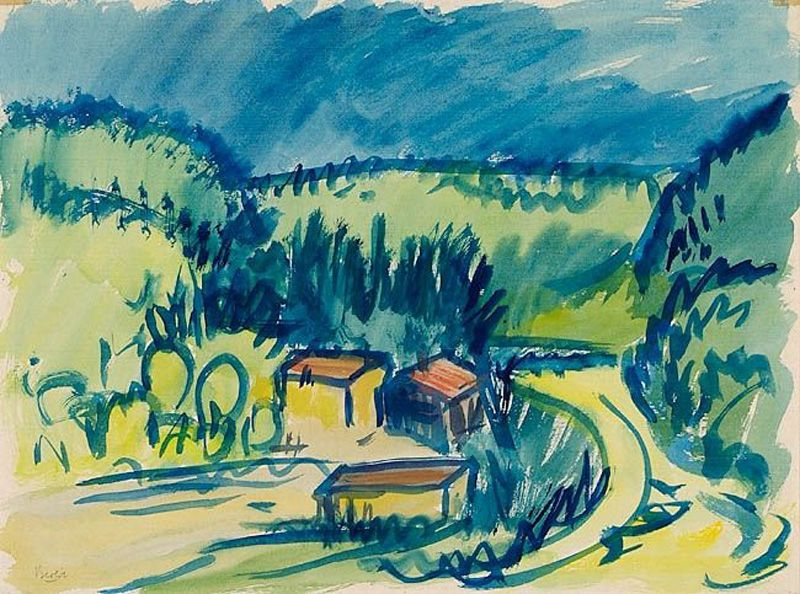
Hügelige Landschaft Aquarell
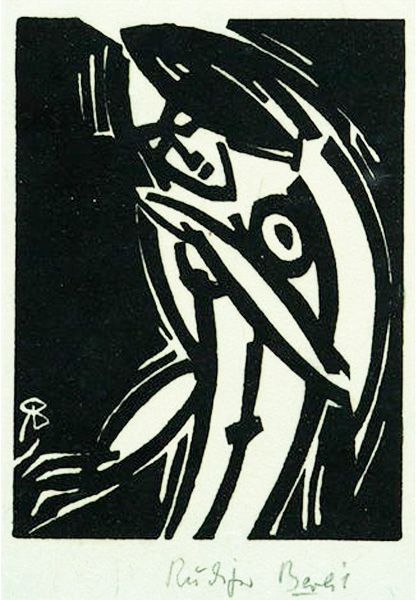
Weiblicher Akt, Holzschnitt
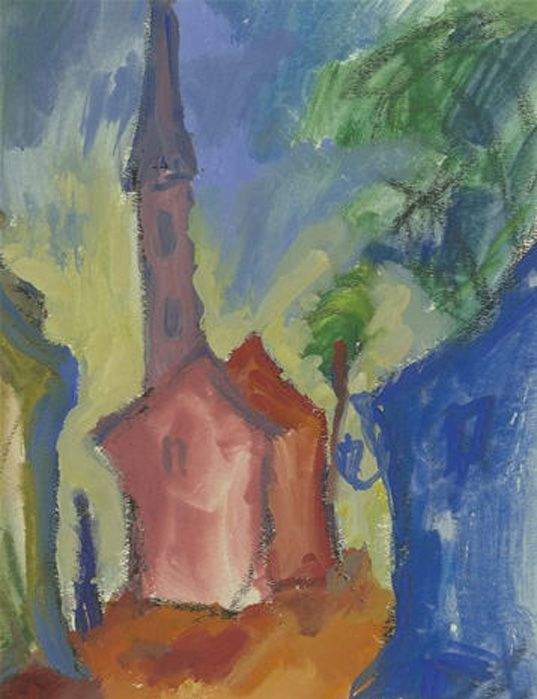
Rote Kirche Gouache
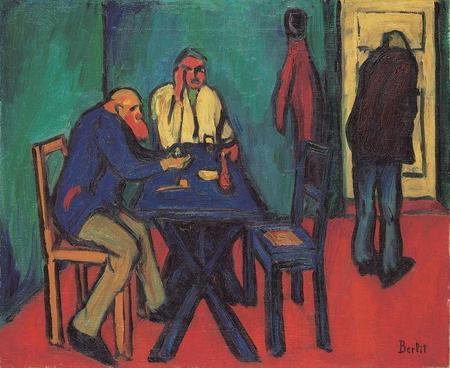
Männer in einer Kneipe Öl auf Leinwand

## Postume Ausstellungen (mutmaßlich unvollständig)
- 1946: Leipzig, Museum der bildenden Künste
- 1966/1967: Altenburg/Thür., Lindenau-Museum (Grafische Arbeiten aus dem Nachlass)
- 2010: Leipzig, Museum der bildenden Künste („Rüdiger Berlit und der Expressionismus in Leipzig“)